# Lars Liebst
Lars Liebst Poulsen (* 23. November 1956 in Odense) ist ein dänischer Theaterproduzent und Manager.

## Leben und Karriere
Lars Liebst ist der Sohn des Kaufmanns Orla Liebst Poulsen († 2011) und seiner Frau Jytte Langelykke Jensen. 1994 heiratete er die Choreografin und Tänzerin Anette Abildgaard (* 1951). Er ist Vater von sechs Kindern, darunter der Schauspieler Casper Crump (* 1977) aus einer früheren Beziehung mit der Tänzerin Nellie Crump (* 1954).
Lars Liebst wuchs in Svendborg auf, wo er 1976 das Staatsgymnasium abschloss. Anschließend ließ er sich am Studio and Forum of Stage Design in New York City zum Lichtdesigner und Bühnenmanager ausbilden. Von 1982 bis 1996 war er Mitgründer und Leiter des Grønnegård Teatrets. Von 1983 bis 1990 war er Abteilungsleiter der Statens Teaterskole und anschließend bis 1991 kommissarischer Rektor. Von 1993 bis 2010 war er Produzent des Copenhagen International Ballet. Von 1992 bis 1996 leitete er zudem das Projekt Musik i Grønnegården. Von 1996 bis 2020 war er Direktor des Kopenhagener Freizeitparks Tivoli. 1999 war er gemeinsam mit dem Literaturhistoriker Erik A. Nielsen Autor des Buchs Hvem ejer Shakespeare.
Daneben hatte er bereits zahlreiche ehrenamtliche Posten inne. Von 2003 bis 2007 war er Vorsitzender des Staatlichen Kunstrats. Von 1998 bis 2005 war er Aufsichtsratsmitglied bei Th. Wessel & Vett, davon ab 2001 als Vizevorsitzender, von 2004 bis 2010 bei Illum und von 2000 bis 2005 bei Killroy Travels International. Von 2007 bis 2018 war er Aufsichtsratsvorsitzender des Fernsehsenders TV 2. Von 2000 bis 2015 war er Aufsichtsratsvorsitzender der Industriens Almene Arbejdsgiverforening sowie Vorstandsmitglied von Dansk Industri, wo er von 2019 bis 2020 noch einmal im Vorstand saß. Ab 2010 war er in verschiedenen Ausschüssen des Kulturministeriums tätig. Neben weiteren Aufsichtsratsposten in verschiedenen Stiftungen ist er seit 2017 Aufsichtsratsvorsitzender der Arena CPHX, seit 2020 Aufsichtsratsmitglied im Egeskov Slot, seit 2021 für die Papirøen und seit 2022 Vorsitzender des Maison du Danemark in Paris. Von 2017 bis 2022 war er zudem Vorstandsmitglied der Columbia University.
Lars Liebst ist Kommandeur des Dannebrogorden und Träger der Ingenio et arti.